# Jerry Weintraub

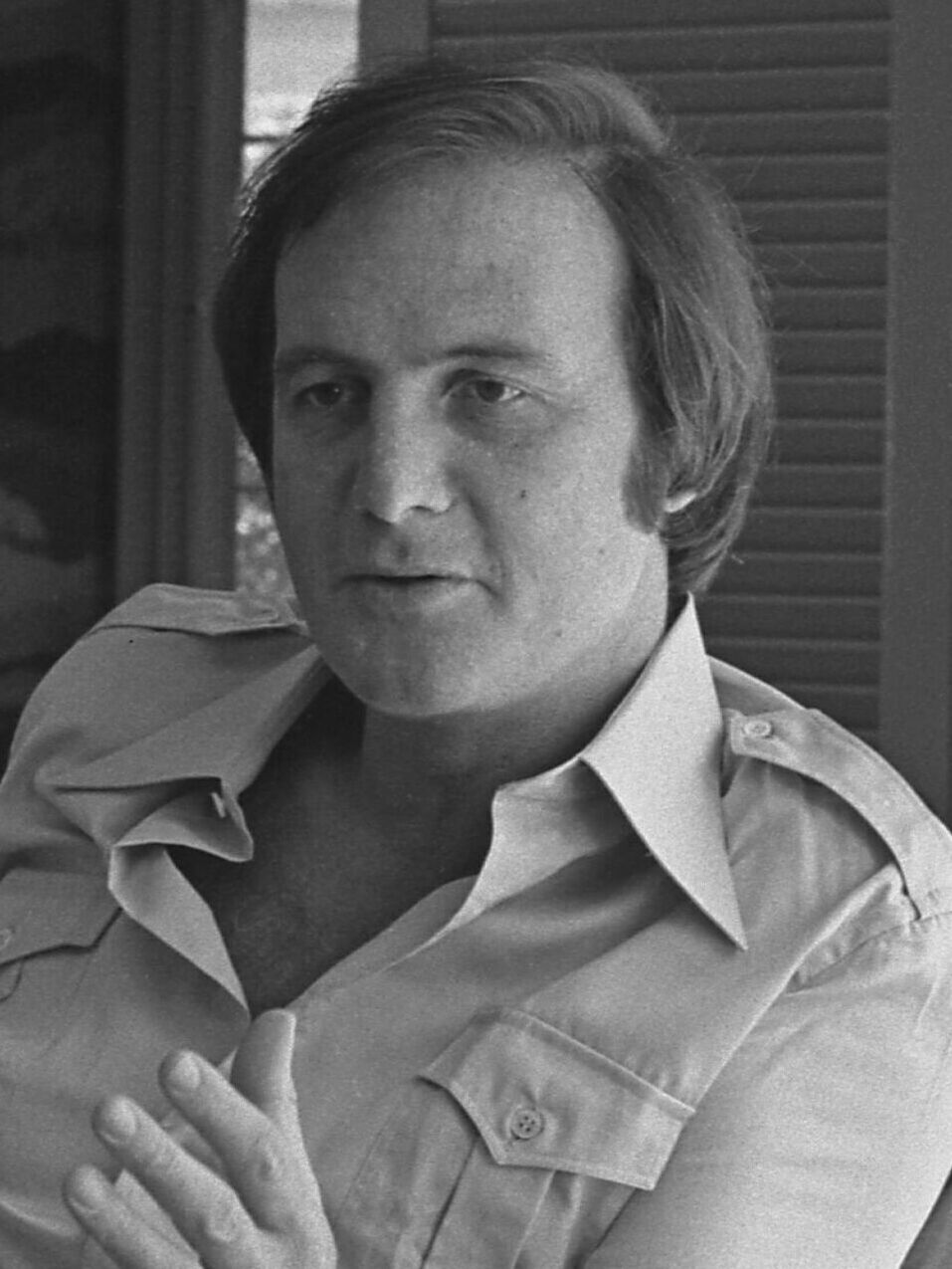
Jerry Weintraub (1975)

Jerome Charles „Jerry“ Weintraub (* 26. September 1937 in New York City, New York; † 6. Juli 2015 in Santa Barbara, Kalifornien) war ein US-amerikanischer Filmproduzent.

## Leben
Nach seiner Schulzeit diente Jerry Weintraub in der United States Air Force. In den 1960er Jahren produzierte er die erste USA-weite Tour von Elvis Presley. Daran anschließend gründete er das Unternehmen Concerts West. Mit diesem produzierte und präsentierte er Tourneen von Bands wie Led Zeppelin und den Beach Boys.
Vor seiner Karriere in Hollywood war er der Manager des Sängers John Denver. Für diesen produzierte er auch Mitte der 1970er Jahre einige Fernsehspecials. 1975 produzierte er mit Nashville seinen ersten Spielfilm, die Regie übernahm Robert Altman. Es folgten einige Fernsehproduktionen, unter anderem zwei für den Sänger Neil Diamond. Ab den frühen 1980er Jahren produzierte er regelmäßig Kinofilme, dazu gehören etwa die Karate-Kid-Filmreihe und später Ocean’s Eleven und dessen zwei Fortsetzungen.
Im Jahr 1985 war er für ein knappes halbes Jahr der Chef der United Artists. Später gründete er seine eigene Filmproduktionsfirma Weintraub Entertainment Group.
Im Jahr 1991 wurde Jerry Weintraub vom damaligen Präsidenten der Vereinigten Staaten George H. W. Bush in das Board of the John F. Kennedy Center for the Performing Arts berufen. Er behielt diese Anstellung bis zum Ende der 1990er Jahre.

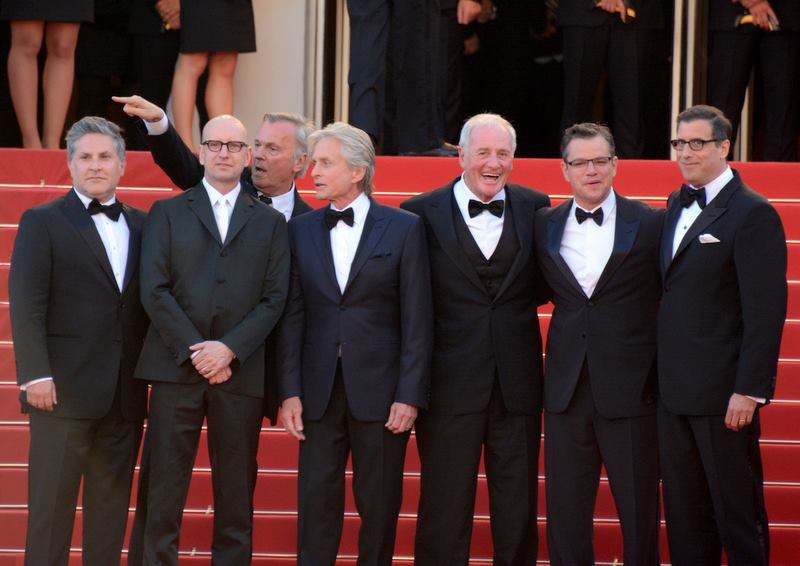
Weintraub (dritter von rechts) bei der Premiere von Liberace – Zu viel des Guten ist wundervoll in Cannes (2013)

1975 wurde Jerry Weintraub für die Fernsehproduktion An Evening with John Denver mit einem Emmy ausgezeichnet. Ihm zu Ehren gibt es einen Stern auf dem Hollywood Walk of Fame. Zudem war er vier Mal für die Goldene Himbeere nominiert, erstmals 1980 für den Film Cruising. Die anderen Nominierungen stammen aus den 1990er Jahren, unter anderem für The Specialist.

### Privatleben
Weintraub hatte einen Sohn aus seiner ersten Ehe und drei adoptierte Kinder aus seiner zweiten 1965 geschlossenen Ehe mit der Sängerin Jane Morgan.
Jerry Weintraub starb am 6. Juli 2015 im Alter von 77 Jahren an einem Herzinfarkt in einem Krankenhaus im kalifornischen Santa Barbara.

## Filmografie (Auswahl)
- 1975: Nashville
- 1977: September 30, 1955
- 1977: Oh Gott … (Oh God!)
- 1980: Cruising
- 1981: Jede Nacht zählt (All Night Long)
- 1982: American Diner (Diner)
- 1984: Karate Kid (The Karate Kid)
- 1986: Karate Kid II – Entscheidung in Okinawa (The Karate Kid, Part II)
- 1989: Karate Kid III – Die letzte Entscheidung (The Karate Kid, Part III)
- 1994: Karate Kid IV – Die nächste Generation (The Next Karate Kid)
- 1994: The Specialist
- 1997: Die schrillen Vier in Las Vegas (Vegas Vacation)
- 1998: Mit Schirm, Charme und Melone (The Avengers)
- 1998: Star Force Soldier (Soldier)
- 2001: Ocean’s Eleven
- 2004: Ocean’s 12 (Ocean’s Twelve)
- 2007: Ocean’s 13 (Ocean’s Thirteen)
- 2007: Nancy Drew – Girl Detective (Nancy Drew)
- 2010: Karate Kid (The Karate Kid)
- 2013: Liberace – Zu viel des Guten ist wundervoll (Behind the Candelabra)
- 2014: Years of Living Dangerously (Dokumentarserie)
- 2016: Legend of Tarzan (The Legend of Tarzan)